# 拉里卡马里
拉里卡马里（法語：La Ricamarie，法語發音：[la ʁikamaʁi]），法国东南部城市，奥弗涅-罗讷-阿尔卑斯大区卢瓦尔省的一个市镇，隶属于圣艾蒂安区，其市镇面积为6.95平方公里，2022年1月1日时人口数量为8,162人，在法国城市中排名第1,330位。
拉里卡马里位于卢瓦尔省南部，翁代讷河谷东端，省会圣艾蒂安市区西南，是圣艾蒂安的一个近郊卫星城。

## 地名来源
根据当地官方网站的论述，“La Ricamarie”一名可能出自当地历史上一名叫“Raquamier”或“Recamier”的领主。

## 历史

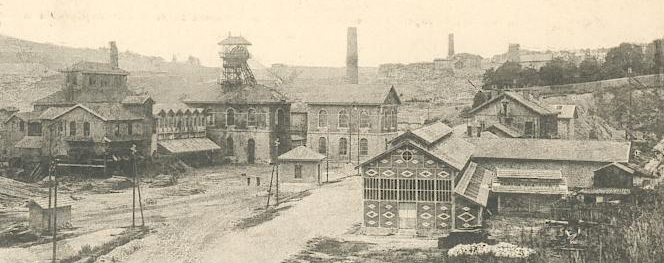
工业革命期间拉里卡马里境内的一处矿井

拉里卡马里成立于1843年7月22日，由勒尚邦-弗日罗勒、蒙托、圣热内-马利福和瓦尔伯努瓦特（Valbenoîte）四个市镇各划出部分区域组建而成。彼时，拉里卡马里所处的卢瓦尔省矿区方兴未艾，拉里卡马里境内共有四家煤矿公司。19世纪中后期，拉里卡马里的居民数量快速增加。20世纪中期后，拉里卡马里及卢瓦尔省矿区日渐萎缩，当地最后一处矿井于1973年关闭。

## 地理

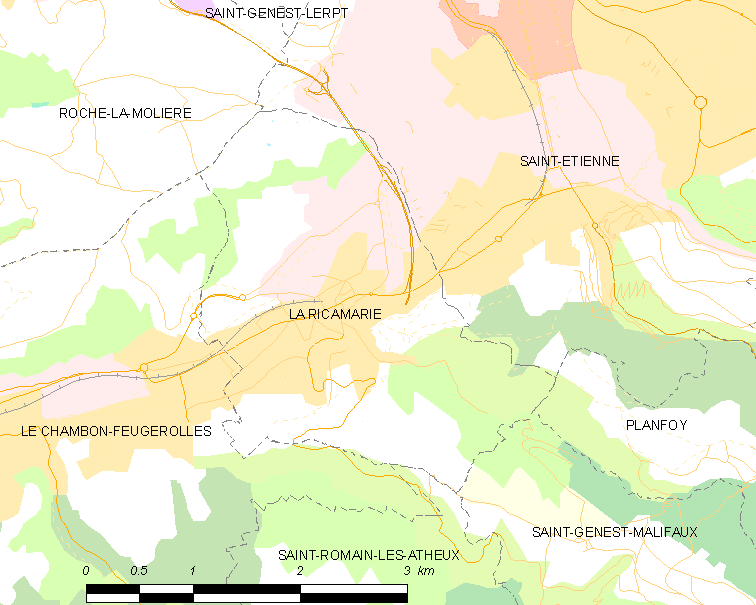
拉里卡马里市镇范围地图

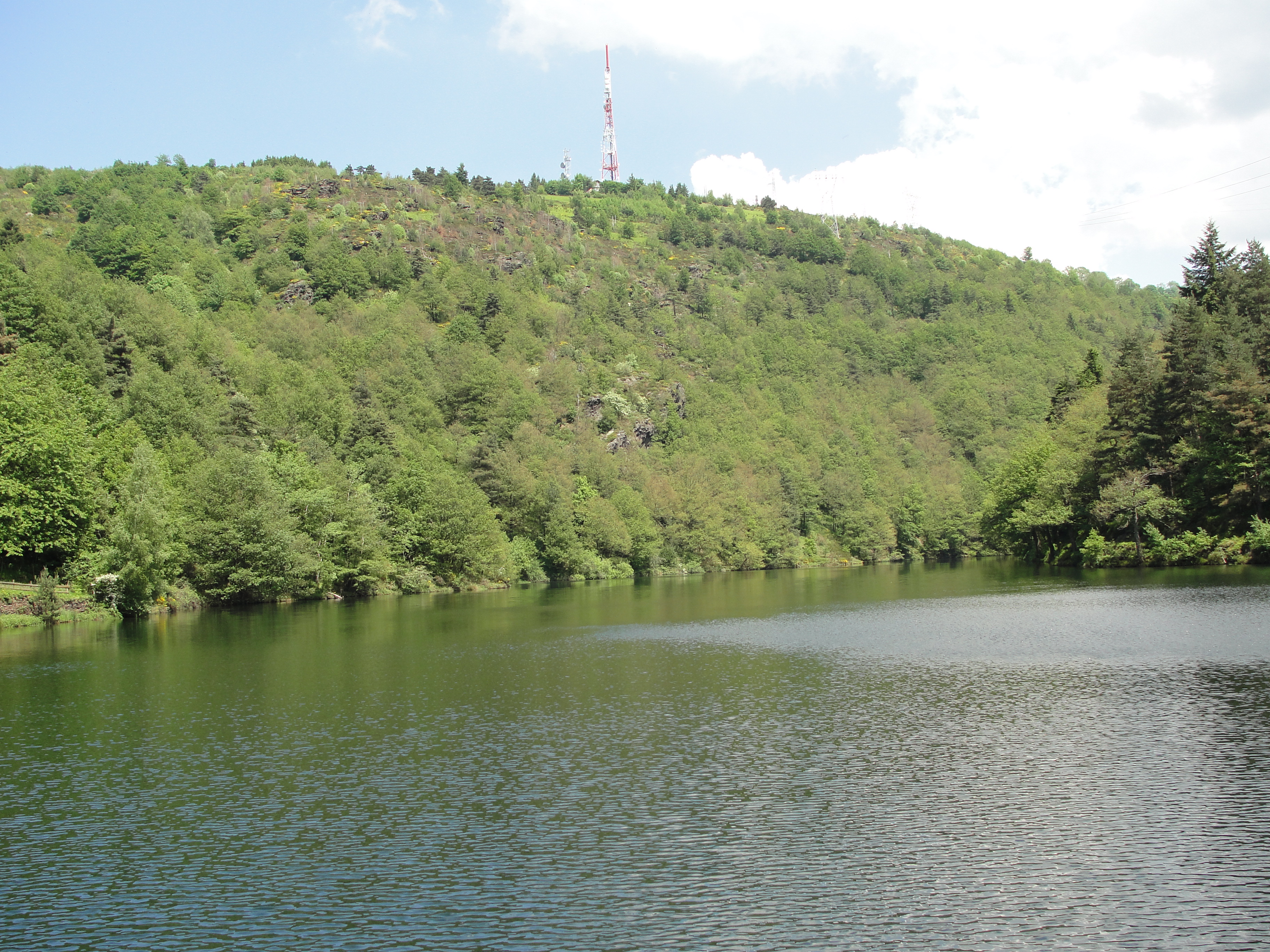
翁德农水坝

拉里卡马里位于法国东南部，奥弗涅-罗讷-阿尔卑斯大区中西部和卢瓦尔省南部，距离省会圣艾蒂安市中心大约6公里。与拉里卡马里接壤的市镇包括：圣艾蒂安、罗什拉莫利耶尔、勒尚邦-弗日罗勒、普朗富瓦、圣热内-马利福和圣罗曼莱萨特。

### 地形
拉里卡马里位于法国中央高原东部，翁代讷河谷（Vallée de l'Ondaine）东端，境内以丘陵和河谷为主，市镇中心地势较为平坦，南北两侧分别为皮拉山和福雷山，全境海拔在528到841米之间。

### 水文
拉里卡马里位于卢瓦尔河流域范围内，翁代讷河至东向西流经境内，该河水量较小，其上游建有翁德农水坝，市中心的河段被引入人工建造的地下水道。

### 植被
拉里卡马里属于温带阔叶混交林区，林地广泛分布于山坡地带。
在鲜花城市的评比中，拉里卡马里暂未被评级。

### 气候
拉里卡马里在柯本气候分类法中属于带有大陆性特征的温带海洋性气候（Cfb）。

## 行政区划
拉里卡马里的市镇编号为42183，邮政编号为42150。
在行政管理方面，拉里卡马里隶属于法国奥弗涅-罗讷-阿尔卑斯大区卢瓦尔省圣艾蒂安区；在地方选举方面，拉里卡马里隶属于圣艾蒂安第二县，其市镇范围全境被划入卢瓦尔省第四选区；在社会管理方面，拉里卡马里是圣艾蒂安都会区的组成部分。
截至2024年1月，拉里卡马里市镇范围内的蒙塞勒-市中心（Montcel - Centre Ville）和蒙特朗贝尔-梅利讷（Montrambert Méline）两个街区为城市政策优先街区。
法国国家统计与经济研究所（简称）在进行数据统计时，将拉里卡马里及相邻的另外31个市镇设为圣艾蒂安城市核心区，并将包括核心区在内的周边共117个市镇划为圣艾蒂安城市区。自2020年起，圣艾蒂安城市区被包含105个市镇的圣艾蒂安城市辐射区代替。此外，还将拉里卡马里市镇分为了3个“块区”（IRIS），以便于统计人口分布情况。

## 交通

### 公路
法国国道N88线和卢瓦尔省省道D33线、D88线、D3088线在拉里卡马里境内交汇。奥弗涅-罗讷-阿尔卑斯城际巴士（商业名称为“Cars Région”）下属的H28线和H34线停靠拉里卡马里，可直通博扎克、圣西戈莱娜等地。
2020年，64.6%的拉里卡马里家庭拥有至少一辆私人汽车。2021年，拉里卡马里境内共发生各类交通事故10起，造成1人遇难，12人受伤，其中1人重伤。
| 10 | 11 |

| 圣艾蒂安 | 7 |

| 勒尚邦-弗日罗勒 | 4.5 |

| 维拉尔 | 10 |

### 铁路
拉里卡马里位于圣乔治多拉克－圣艾蒂安铁路上。拉里卡马里站位于市区中部，停靠往返于菲尔米尼和里昂一线的区域列车。

### 航空
拉里卡马里距离圣艾蒂安卢瓦尔机场大约19公里，距离里昂圣埃克絮佩里机场的公路里程大约78公里。

### 城市公共交通
拉里卡马里是圣艾蒂安城市公共交通（商业名称为）的服务覆盖范围。截至2024年1月，该系统共包括三条有轨电车线路和数十条公交线路，其中公交M1线和70路经过拉里卡马里市区内。

## 政治

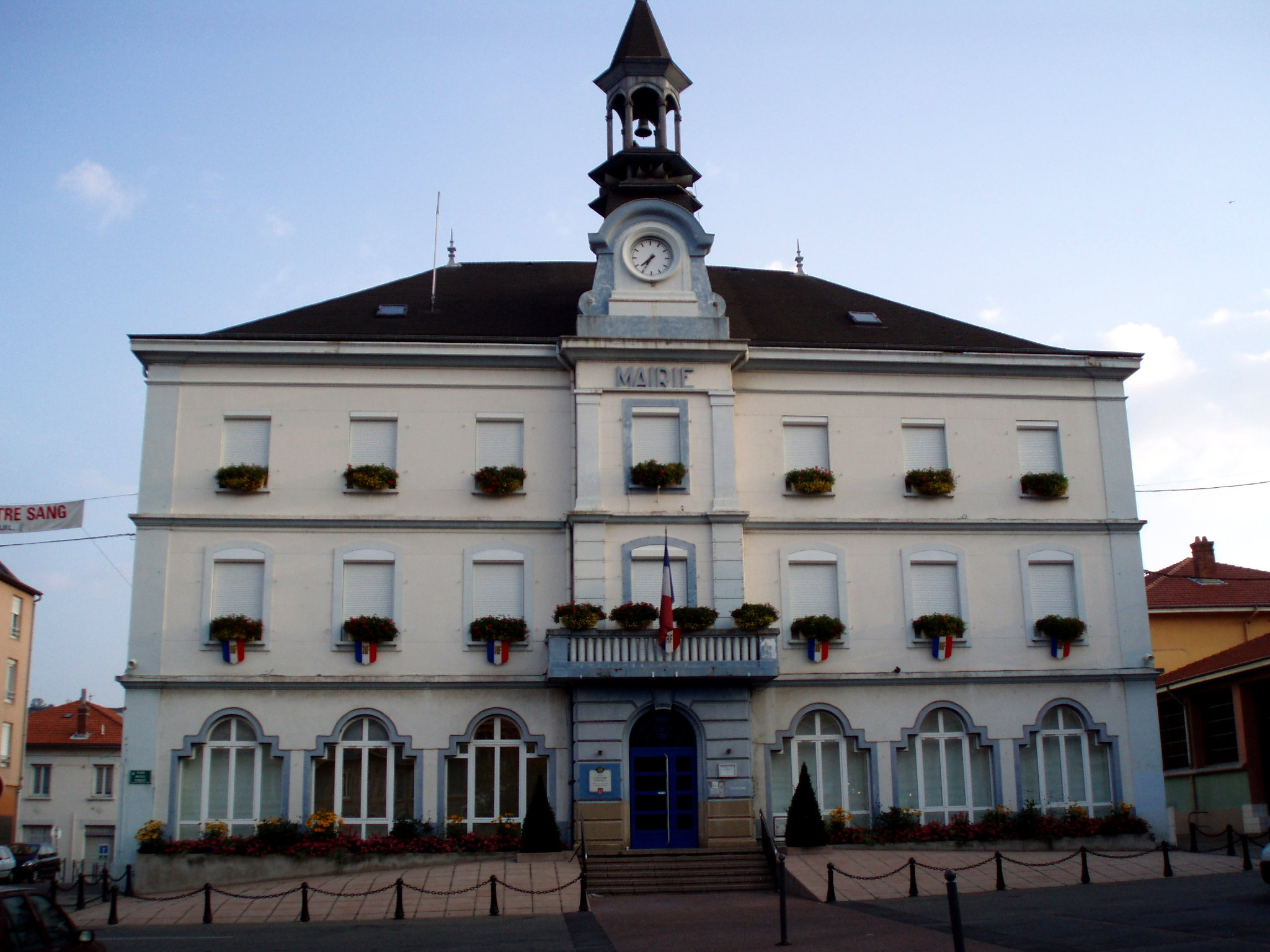
拉里卡马里市政厅

拉里卡马里的现任市长为西里尔·博纳富瓦先生（Cyrille BONNEFOY），他是一名左翼无党派人士，在2020年的市政选举中获得了62.55%的支持率。
在2022年的法国总统大选的第二轮选举中，法国第25任总统埃马纽埃尔·马克龙在拉里卡马里获得了61.91%的支持率。

## 人口
2020年，拉里卡马里市镇人口数量为7,943，在法国排名第1,330位。其中男性3,853人，女性4,090人，75岁及以上人口占8.5%，外籍人口数量不详，人口密度为1,143人/平方公里，当地居民被称为（男性）或（女性）。2022年，拉里卡马里境内出生124人，死亡人口70人。
| 拉里卡马里1901年－2021年人口变化情况 |
|                                      |
| 数据来源：Cassini、INSEE             |

## 经济
拉里卡马里是圣艾蒂安的一个近郊卫星城。截至2024年1月，拉里卡马里市镇范围内共有各类用人单位（包含自雇）889家，平均历史为15年，其中98.22%为中小型企业（PME），2023年11月至2024年1月间，当地的经济活力指数为0.34%。（电器维修）、（汽车销售）及（垃圾处理）是当地2021年营业额最高的三个企业，分别为55,900,576欧元、38,995,924欧元和23,884,829欧元。

## 财政与居民收入
2021年，拉里卡马里的财政收入总额为11,607,100欧元，财政支出总额为9,252,460欧元，当年的债务总额为1,852,240欧元。2021年，拉里卡马里市镇通过增值税获得506,730欧元的收入，此外当地还共获得了585,440欧元的国家直接财政补助。
| 拉里卡马里居民收入情况                           | 拉里卡马里居民收入情况 | 拉里卡马里居民收入情况 | 拉里卡马里居民收入情况 |
| 内容                                             | 拉里卡马里             | 法国                   | 统计年份               |
| ------------------------------------------------ | ---------------------- | ---------------------- | ---------------------- |
| 征税家庭总数                                     | 3,086                  | 1,081（法国市镇平均）  | 2022年                 |
| 居民平均月收入                                   | 1,973欧元              | 2,435欧元              | 2022年                 |
| 高级职员人均月收入                               | 3,228欧元              | 4,331欧元              | 2021年                 |
| 中级职员人均月收入                               | 2,282欧元              | 2,470欧元              | 2021年                 |
| 普通职员人均月收入                               | 1,692欧元              | 1,801欧元              | 2021年                 |
| 贫困率                                           | 32%                    | 14.5%                  | 2020年                 |
| 青壮年（15至64岁）失业率                         | 21.5%                  | 7.4%                   | 2020年                 |
| 征税家庭数量占比                                 | 26.9%                  | 45.5%                  | 2020年                 |
| 家庭年均纳税                                     | 1,517欧元              | 4,393欧元              | 2022年                 |
| 资料来源：INSEE、L'Internaute、Le Journal du Net |                        |                        |                        |

## 社会事务

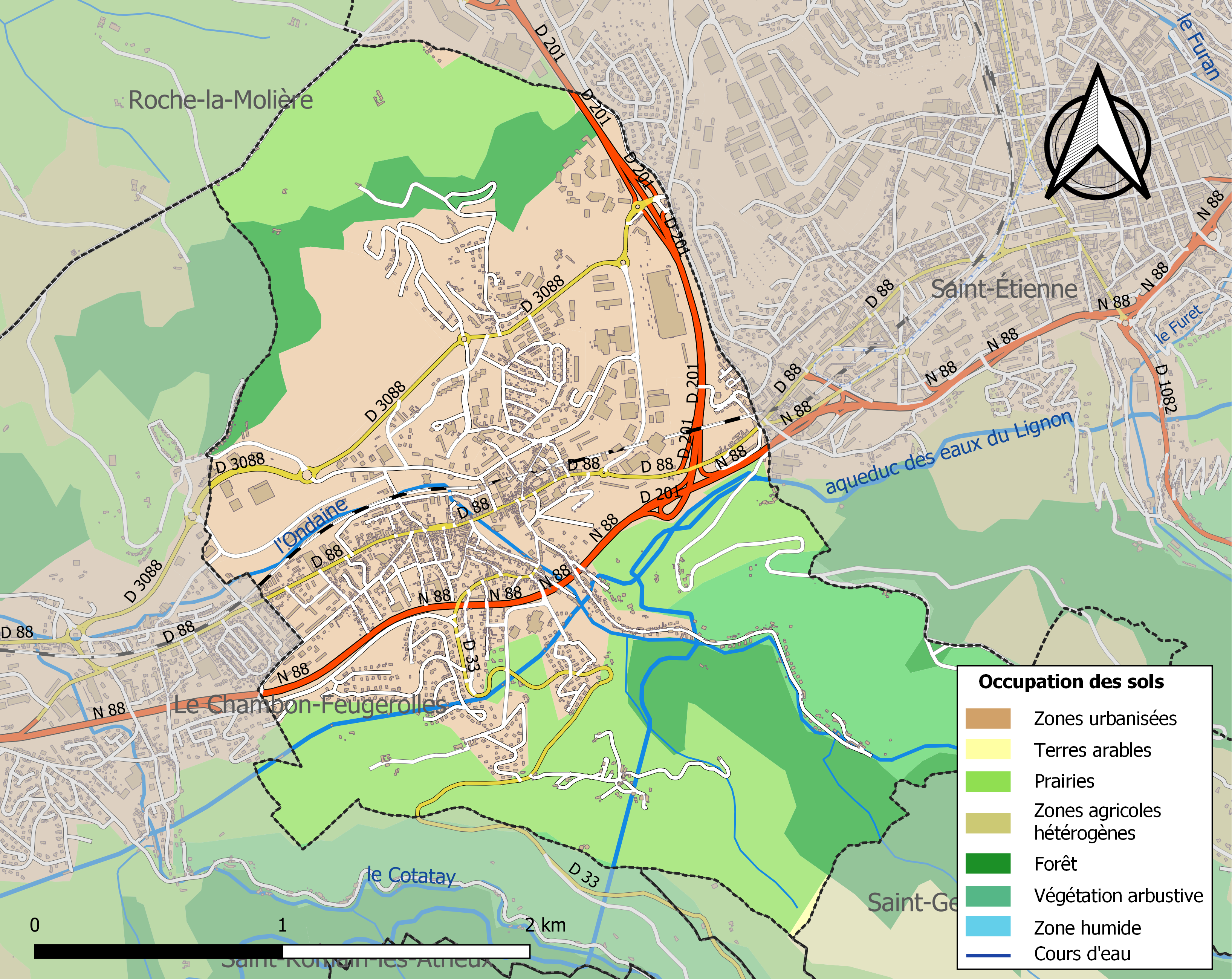
拉里卡马里土地利用情况地图

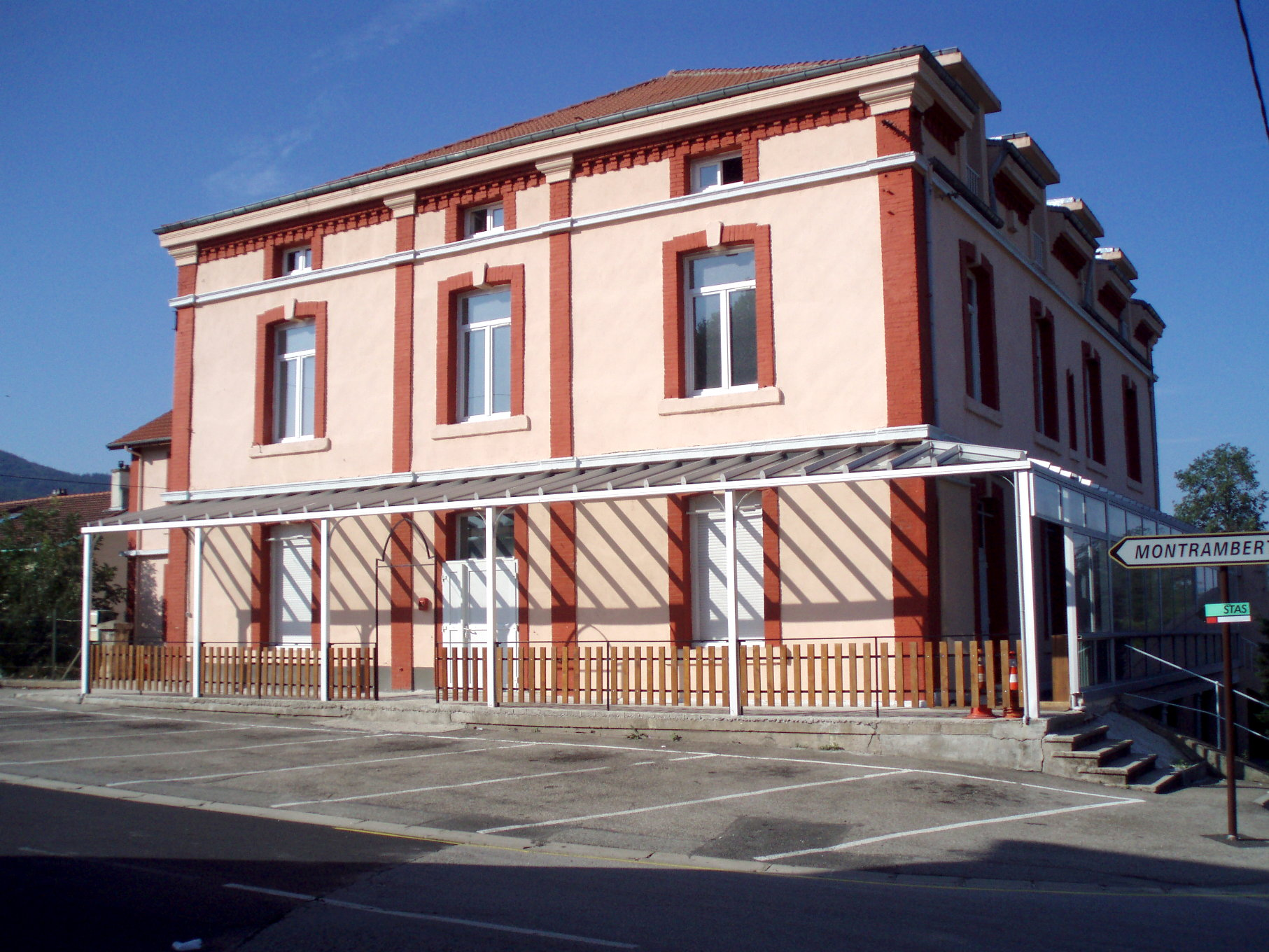
蒙特朗贝尔清真寺

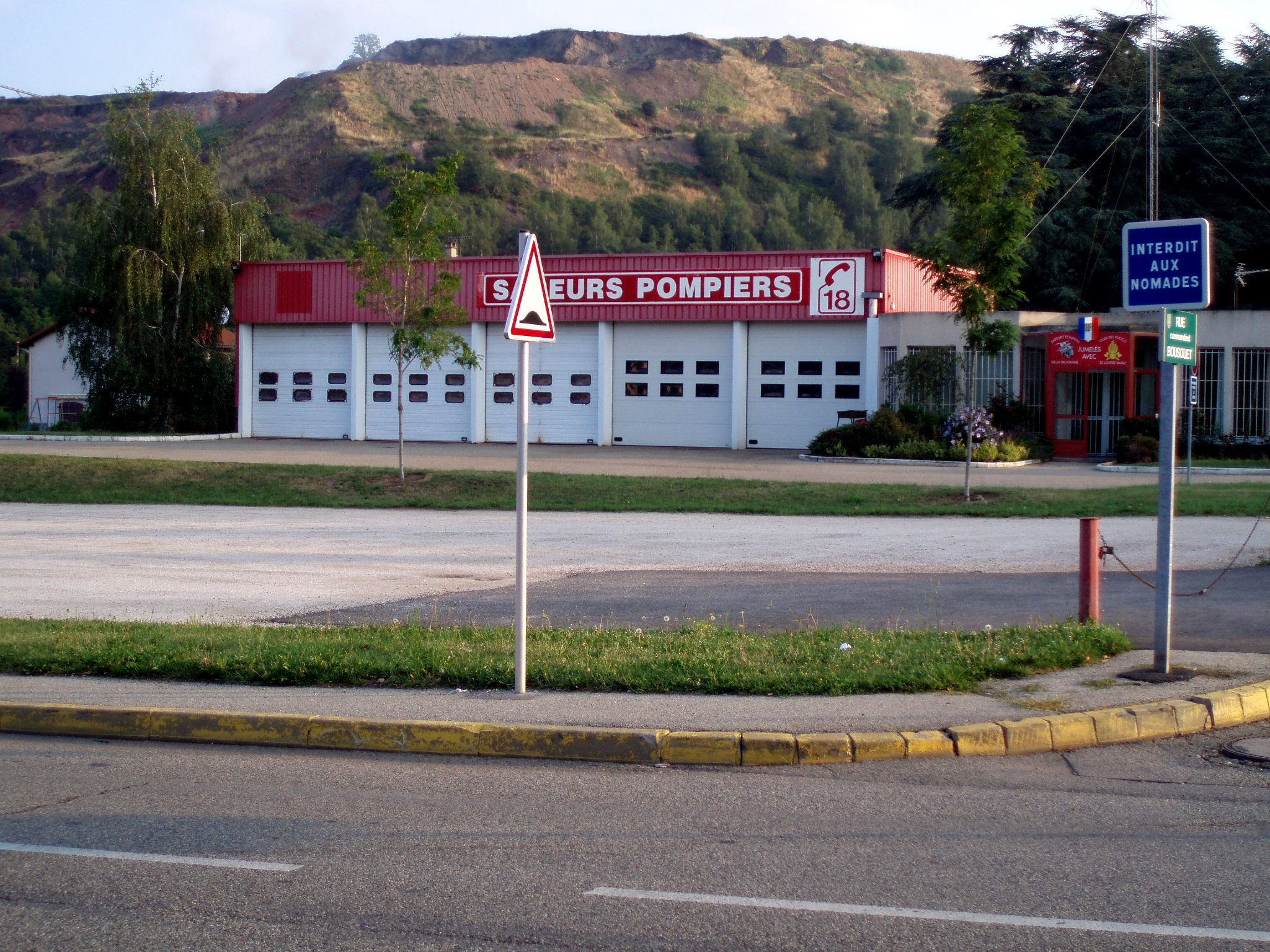
拉里卡马里消防队

### 教育
拉里卡马里属于里昂学区。截至2021年1月1日，拉里卡马里境内共有3所幼儿园、4所小学和1所初级中学。2021至2022学年度，拉里卡马里境内共有在校中等教育阶段学生252名。

### 医疗
截至2021年1月1日，拉里卡马里境内共有全科医生4名、保健师2名、牙医1名、护士15名和助产士2名。境内共有药房5家、养老院1家。
距离拉里卡马里最近的区域性医疗机构为圣艾蒂安大学中心医院，其下属的贝尔维医院（Hôpital Bellevue）位于圣艾蒂安市区南部，距离拉里卡马里市区的正常车程大约4分钟，该院设有床位389个。

### 住房
2020年，拉里卡马里境内共有各类住房3,584套，其中32.3%为独立式住宅，65.7%为集中式住宅。常住房屋占拉里卡马里市镇范围内居民建筑总量的87.9%。
在住房保障政策方面，2022年，拉里卡马里境内共有1,113户家庭获得了住房经济补助，受益人数占总人口数量的15.9%，其中1,051份为房租补助。

### 商业
2021年，拉里卡马里境内共有各类实体商铺149家，其中餐厅19家、大型超市2家、杂货店5家、面包房6家、肉铺3家、书店1家、银行门店1家、美容美发店5家、汽车维修店17家。拉里卡马里镇中心西部建有一家Efe supermarché超市。

### 体育
2021年，拉里卡马里境内共有2间体育馆、1座综合体育场、5处网球场、1处足球或橄榄球场以及2处篮球或排球场。
截至2024年1月，拉里卡马里境内共有两家注册足球俱乐部。蒙塞勒奥林匹克（Olympique du Montcel，编号537227）是当地的代表性足球队，其主队2023至2024赛季参加卢瓦尔省足球联赛丙组（法国第十一级别），其主场为坎坦体育中心（Complexe sportif de Caintin）。

### 环境
拉里卡马里的环境事务由其所属的圣艾蒂安都会区联合各级政府协调负责。2021年，拉里卡马里境内共有2家污染企业。

### 治安
拉里卡马里及其附近的共7个市镇是翁代讷警区（zone police de Ondaine）的管辖范围。2020年，该警区累计记录各类案件2,382起，其中盗窃类案件1,392起，经济类案件257起，毒品交易类案件126起。

## 文化

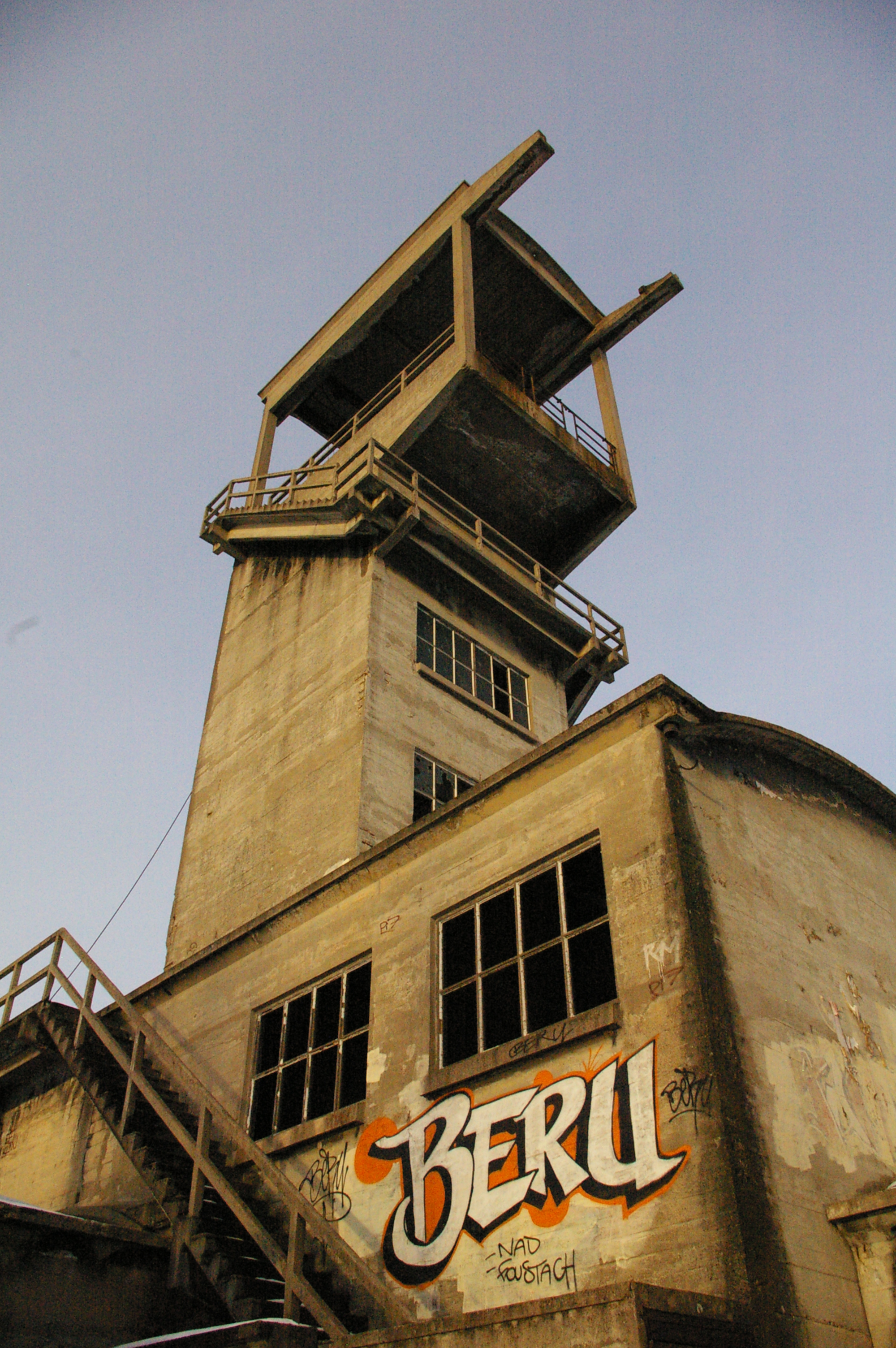
一处矿井旧址

2021年，拉里卡马里境内共有1家剧场。拉里卡马里境内建有儒勒·凡尔纳多媒体中心（Médiathèque Jules Verne），每周二至六向公众开放。

### 建筑
拉里卡马里境内有多处历史建筑，其中莱孔布矿井为法国国家文物保护单位。

### 旅游
拉里卡马里的旅游事务由其所属的圣艾蒂安都会区联合各级政府协调负责。2023年，拉里卡马里境内共有1家酒店共计48间房间。

### 媒体
法国主要的媒体均可在拉里卡马里接收，法国电视三台下属的奥弗涅-罗讷-阿尔卑斯大区频道在部分时段播出拉里卡马里所在卢瓦尔省的地方新闻。《进步报》、蓝色法兰西奥弗涅地区广播、蓝色法兰西圣艾蒂安广播、Scoop广播、卢瓦尔省电视台等为当地主要的地方性媒体。

## 相关人物
法国女演员埃米丽安娜·迪克斯和足球运动员阿代尔·谢德利出生于拉里卡马里。

## 友好城市
截至2024年1月，拉里卡马里共与一座城市建立了友好城市关系：
- 波蘭 佩斯科维采